# Honoré Chancel
Pour les articles homonymes, voir Chancel (homonymie).
Honoré Chancel, né Évariste Honoré Alphonse Chancel, né le 19 avril 1820 à Briançon (Hautes-Alpes) et mort le 10 juillet 1882, dans la même ville, est un industriel et homme politique français.

## Biographie
Industriel à Briançon, il est issu d'une famille de manufacturiers briançonnais, et d'une fratrie de onze enfants. Son père est pharmacien. Marié à Marie Elisabeth Berthelot, en 1848, le couple a sept enfants. 
Industriel (manufacturier de la Schappe), il est conseiller général et député des Hautes-Alpes de 1876 à 1877. Il siège à gauche et fait partie des 363 qui refusent la confiance au gouvernement de Broglie, le 16 mai 1877. Il est inhumé dans le cimetière Vauban, à Briançon.

## À voir aussi